# Eygurande-et-Gardedeuil
Pour l’article homonyme, voir Eygurande.
Eygurande-Gardedeuilh et Eygurande-et-Gardedeuilh redirigent vers cet article.
Eygurande-et-Gardedeuil (nom officiel), ou Eygurande-et-Gardedeuilh, ou Eygurande-Gardedeuilh (graphies locales) est une commune française située dans le département de la Dordogne, en région Nouvelle-Aquitaine.

## Géographie

### Généralités
La commune d'Eygurande-et-Gardedeuil est localisée à l'extrême ouest du département de la Dordogne, en limite de celui de la Gironde, en forêt de la Double. Son territoire, parsemé d'étangs, est en grande partie forestier. Elle est arrosée par la Petite Duche qui conflue avec la Duche à l'extrême sud. C'est une commune rurale qui fait partie de l'aire d'attraction de Montpon-Ménestérol, zonage d’étude défini par l'Insee, qui a remplacé en 2020 l'aire urbaine de Montpon-Ménestérol qui n'incluait pas la commune.
Le petit bourg d'Eygurande-et-Gardedeuil, implanté le long de la route départementale (RD) 730, se situe, en distances orthodromiques, sept kilomètres au nord-nord-ouest de Montpon-Ménestérol et treize kilomètres au sud-est de La Roche-Chalais. Le hameau de Gardedeuil est implanté deux kilomètres plus au nord, à proximité de la RD 40.
Le territoire communal est également desservi par les RD 10, 11 et 41.

### Communes limitrophes
Eygurande-et-Gardedeuil est limitrophe de six autres communes, dont Saint-Antoine-sur-l'Isle dans le département de la Gironde sur environ 550 mètres. À l'ouest, le territoire de Saint-Christophe-de-Double, également en Gironde, est distant d'environ 75 mètres.
| La Roche-Chalais                   |                         | Servanches                     |
| Saint-Antoine-sur-l'Isle (Gironde) | Eygurande-et-Gardedeuil | Saint-Barthélemy-de-Bellegarde |
| Le Pizou                           |                         | Montpon-Ménestérol             |

### Géologie et relief

#### Géologie
Situé sur la plaque nord du Bassin aquitain et bordé à son extrémité nord-est par une frange du Massif central, le département de la Dordogne présente une grande diversité géologique. Les terrains sont disposés en profondeur en strates régulières, témoins d'une sédimentation sur cette ancienne plate-forme marine. Le département peut ainsi être découpé sur le plan géologique en quatre gradins différenciés selon leur âge géologique. Eygurande-et-Gardedeuil est située dans le quatrième gradin à partir du nord-est, un plateau formé de dépôts siliceux-gréseux et de calcaires lacustres de l'ère tertiaire.
Les couches affleurantes sur le territoire communal sont constituées de formations superficielles du Quaternaire et de roches sédimentaires datant du Cénozoïque. La formation la plus ancienne, notée e5-6, est la formation de Guizengeard supérieur (Lutétien supérieur à Bartonien supérieur continental). La formation la plus récente, notée CF, fait partie des formations superficielles de type colluvions indifférenciées sablo-argileuses et argilo-sableuses. Le descriptif de ces couches est détaillé dans  la feuille « no 781 - Montpon-Ménestérol » de la carte géologique au 1/50 000 de la France métropolitaine, et sa notice associée.

Carte géologique d'Eygurande-et-Gardedeuil.

#### Relief et paysages
Le département de la Dordogne se présente comme un vaste plateau incliné du nord-est (491 m, à la forêt de Vieillecour dans le Nontronnais, à Saint-Pierre-de-Frugie) au sud-ouest (2 m à Lamothe-Montravel). L'altitude du territoire communal varie quant à elle entre 28 m à l'extrême sud, là où la Duche quitte la commune et sert de limite entre celles de Montpon-Ménestérol et du Pizou, et 115 m au nord-ouest, près du lieu-dit Bois du Juge, en limite de la commune de La Roche-Chalais,.
Dans le cadre de la Convention européenne du paysage entrée en vigueur en France le 1er juillet 2006, renforcée par la loi du 8 août 2016 pour la reconquête de la biodiversité, de la nature et des paysages, un atlas des paysages de la Dordogne a été élaboré sous maîtrise d’ouvrage de l’État et publié en octobre 2020. Les paysages du département s'organisent en huit unités paysagères et 14 sous-unités. La commune fait partie de la Double, au sein de l'unité de paysage « La Double et le Landais », deux plateaux ondulés, dont la pente générale descend de l'est vers l'ouest. À l'est, les altitudes atteignent ainsi les 200 m pour les plus élevées (233 m au sud de Tocane-Saint-Apre). Vers l'ouest, le relief s’adoucit et les altitudes maximales culminent autour des 100 mètres. Les paysages sont forestiers aux horizons limités, avec peu de repères, ponctués de clairières agricoles habitées.
La superficie cadastrale de la commune publiée par l'Insee, qui sert de référence dans toutes les statistiques, est de 35,62 km2,,. La superficie géographique, issue de la BD Topo, composante du Référentiel à grande échelle produit par l'IGN, est quant à elle de 36,06 km2.

### Hydrographie

#### Réseau hydrographique
La commune est située dans le bassin de la Dordogne au sein du Bassin Adour-Garonne. Elle est drainée par la Duche, la Petite Duche, la Guirandolle, le Charbonnier, le ruisseau de Chante-Loup, le ruisseau des Celles et par divers petits cours d'eau, qui constituent un réseau hydrographique de 33 km de longueur totale,.
La Duche, d'une longueur totale de 24,59 km, prend sa source dans la commune d'Échourgnac et se jette dans l'Isleen rive droite,  en limite de Montpon-Ménestérol et du Pizou, face à Ménesplet,. Elle borde brièvement le territoire communal au sud sur 500 mètres, face à Montpon-Ménestérol.
La Petite Duche, d'une longueur totale de 16,48 km, prend sa source dans la commune de Servanches et se jette dans la Duche en rive droite, en limite de Montpon-Ménestérol et d'Eygurande-et-Gardedeuil,. Elle traverse la commune du nord au sud sur quatorze kilomètres, lui servant sur quatre kilomètres et demi de limite territoriale, en trois tronçons séparés, face à Servanches, Saint-Barthélemy-de-Bellegarde et Montpon-Ménestérol.
Autre affluent de rive droite de la Duche, la Guirandolle prend sa source dans l'ouest de la commune, au Grand Étang de Séguineaud, et la traverse en direction du sud sur trois kilomètres et demi, dont 850 mètres lui servent de limite face au Pizou.
Trois affluents de la Petite Duche arrosent la commune :
- sur 1,2 kilomètre dans le nord-est, en rive gauche, le ruisseau des Celles ;
- sur 1,2 kilomètre dans le nord, en rive droite, le ruisseau de Chante-Loup ;
- sur plus de trois kilomètres, le Charbonnier, également en rive droite.

Comme pour les autres communes de la Double, le territoire d'Eygurande-et-Gardedeuil est parsemé de nombreux étangs, le plus étendu avec sept hectares étant celui de Chabasse, au sud-ouest du bourg.

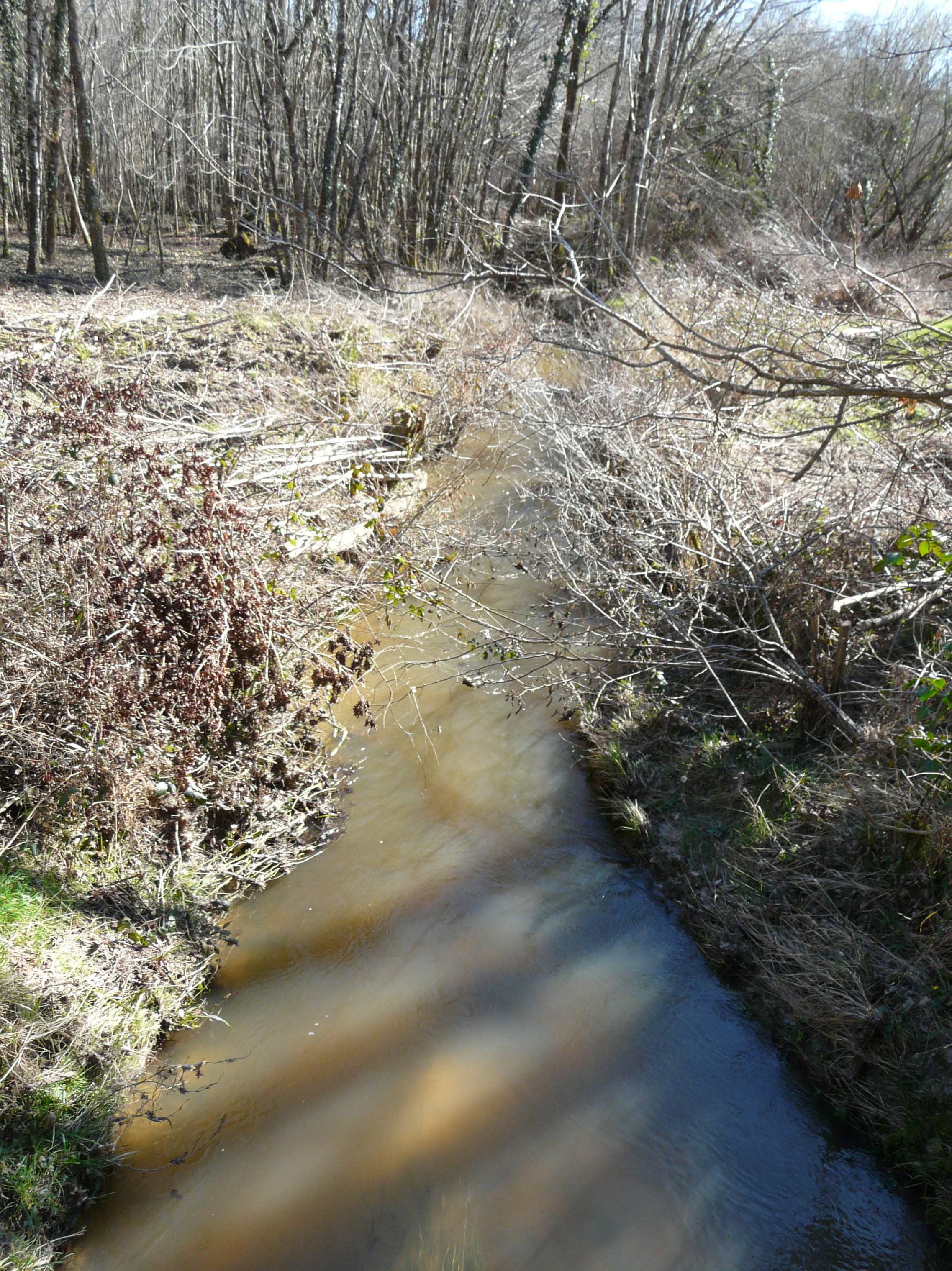
La Petite Duche au pont de la RD 41, en limite de Servanches (à gauche) et d'Eygurande-et-Gardedeuil .
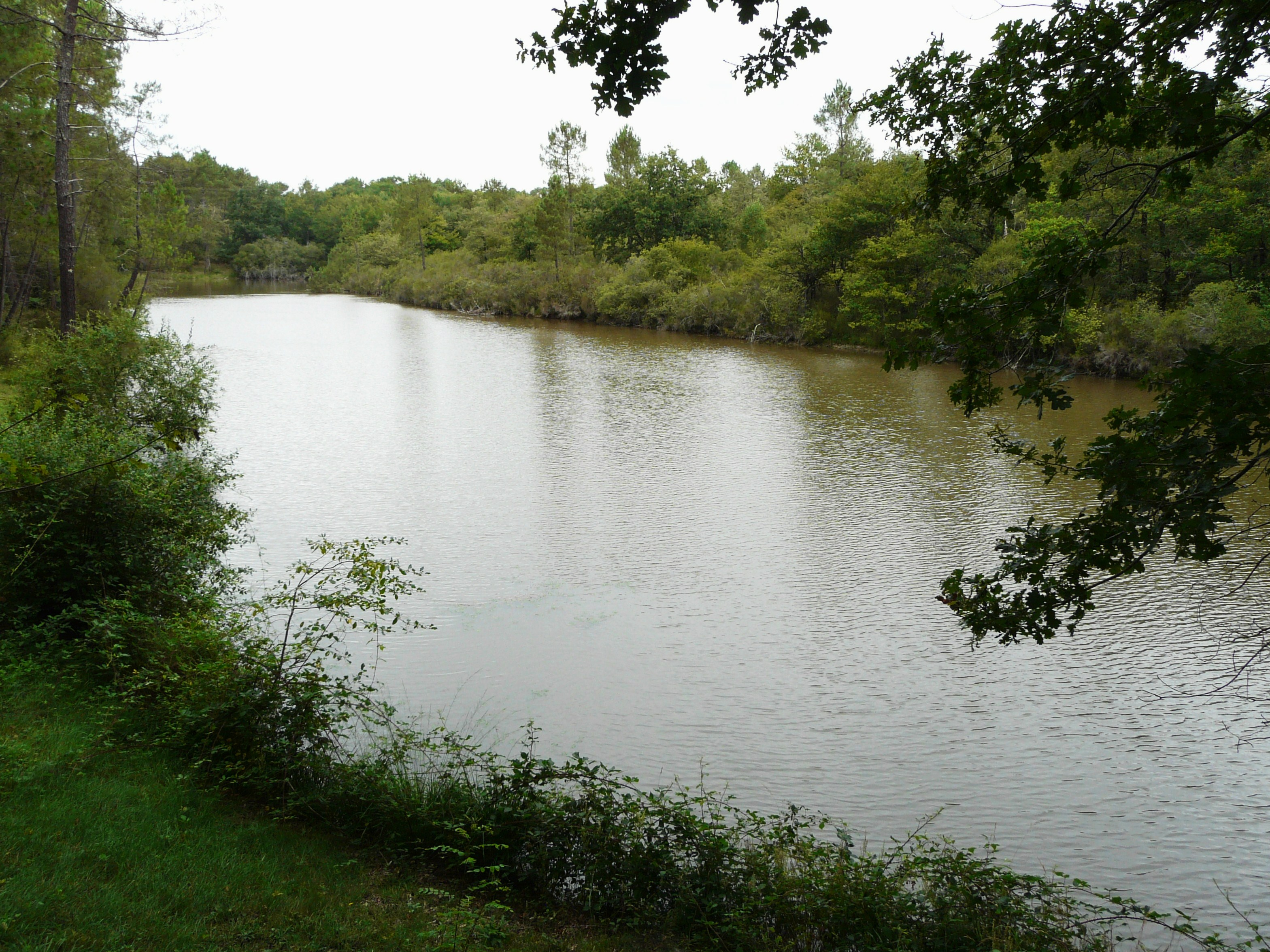
L'étang de la Maîtresse, à Eygurande-et-Gardedeuil.
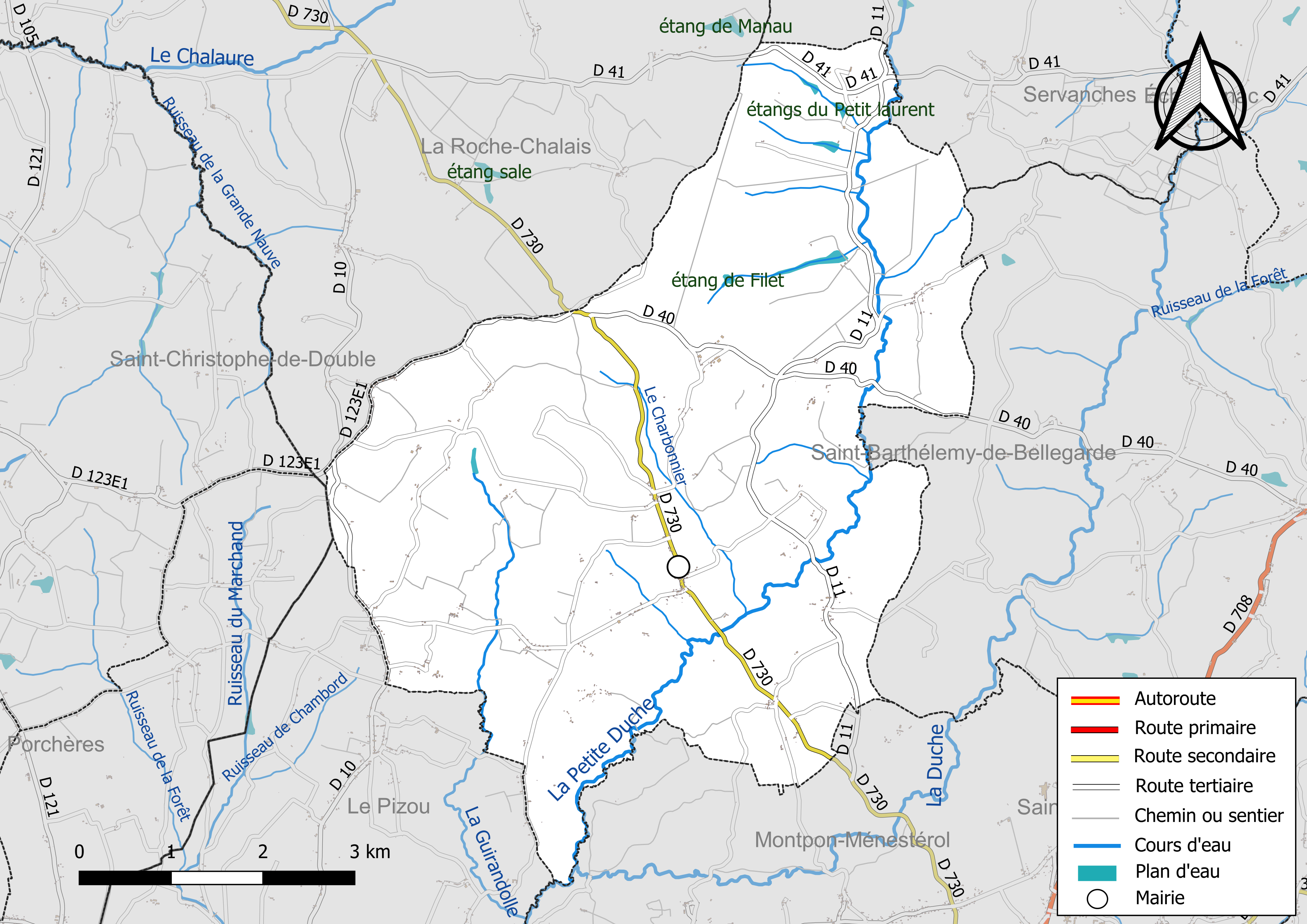
Réseaux hydrographique et routier d'Eygurande-et-Gardedeuil.

#### Gestion et qualité des eaux
Le territoire communal est couvert par le schéma d'aménagement et de gestion des eaux (SAGE) « Isle - Dronne ». Ce document de planification, dont le territoire regroupe les bassins versants de l'Isle et de la Dronne, d'une superficie de 7 500 km2, a été approuvé le 2 août 2021. La structure porteuse de l'élaboration et de la mise en œuvre est l'établissement public territorial de bassin de la Dordogne (EPIDOR). Il définit sur son territoire les objectifs généraux d’utilisation, de mise en valeur et de protection quantitative et qualitative des ressources en eau superficielle et souterraine, en respect des objectifs de qualité définis dans le troisième SDAGE  du Bassin Adour-Garonne qui couvre la période 2022-2027, approuvé le 10 mars 2022.
La qualité des eaux de baignade et des cours d’eau peut être consultée sur un site dédié géré par les agences de l’eau et l’Agence française pour la biodiversité.

### Climat
Pour des articles plus généraux, voir Climat de la Nouvelle-Aquitaine et Climat de la Dordogne.
Historiquement, la commune est exposée à un climat océanique aquitain.  
En 2020, Météo-France publie une typologie des climats de la France métropolitaine dans laquelle la commune est exposée à un climat océanique et est dans la région climatique  Aquitaine, Gascogne, caractérisée par une pluviométrie abondante au printemps, modérée en automne, un faible ensoleillement au printemps, un été chaud (19,5 °C), des vents faibles, des brouillards fréquents en automne et en hiver et des orages fréquents en été (15 à 20 jours).
Pour la période 1971-2000, la température annuelle moyenne est de 12,6 °C, avec  une amplitude thermique annuelle de 14,9 °C. Le cumul annuel moyen de précipitations est de 856 mm, avec 12,2 jours de précipitations en janvier et 6,7 jours en juillet. Pour la période 1991-2020, la température moyenne annuelle observée sur la station météorologique la plus proche, située sur la commune de Saint Aulaye-Puymangou à 15 km à vol d'oiseau, est de 13,0 °C et le cumul annuel moyen de précipitations est de 854,8 mm,. Pour l'avenir, les paramètres climatiques de la commune estimés pour 2050 selon différents scénarios d’émission de gaz à effet de serre sont consultables sur un site dédié publié par Météo-France en novembre 2022.

## Urbanisme

### Typologie
Au 1er janvier 2024, Eygurande-et-Gardedeuil est catégorisée commune rurale à habitat très dispersé, selon la nouvelle grille communale de densité à 7 niveaux définie par l'Insee en 2022.
Elle est située hors unité urbaine. Par ailleurs la commune fait partie de l'aire d'attraction de Montpon-Ménestérol, dont elle est une commune de la couronne,. Cette aire, qui regroupe 13 communes, est catégorisée dans les aires de moins de 50 000 habitants,.

### Occupation des sols
L'occupation des sols de la commune, telle qu'elle ressort de la base de données européenne d’occupation biophysique des sols Corine Land Cover (CLC), est marquée par l'importance des forêts et milieux semi-naturels (68,2 % en 2018), en augmentation par rapport à 1990 (66,2 %). La répartition détaillée en 2018 est la suivante : 
forêts (67,4 %), zones agricoles hétérogènes (16,5 %), prairies (14,3 %), cultures permanentes (1 %), milieux à végétation arbustive et/ou herbacée (0,9 %). L'évolution de l’occupation des sols de la commune et de ses infrastructures peut être observée sur les différentes représentations cartographiques du territoire : la carte de Cassini (XVIIIe siècle), la carte d'état-major (1820-1866) et les cartes ou photos aériennes de l'IGN pour la période actuelle (1950 à aujourd'hui).

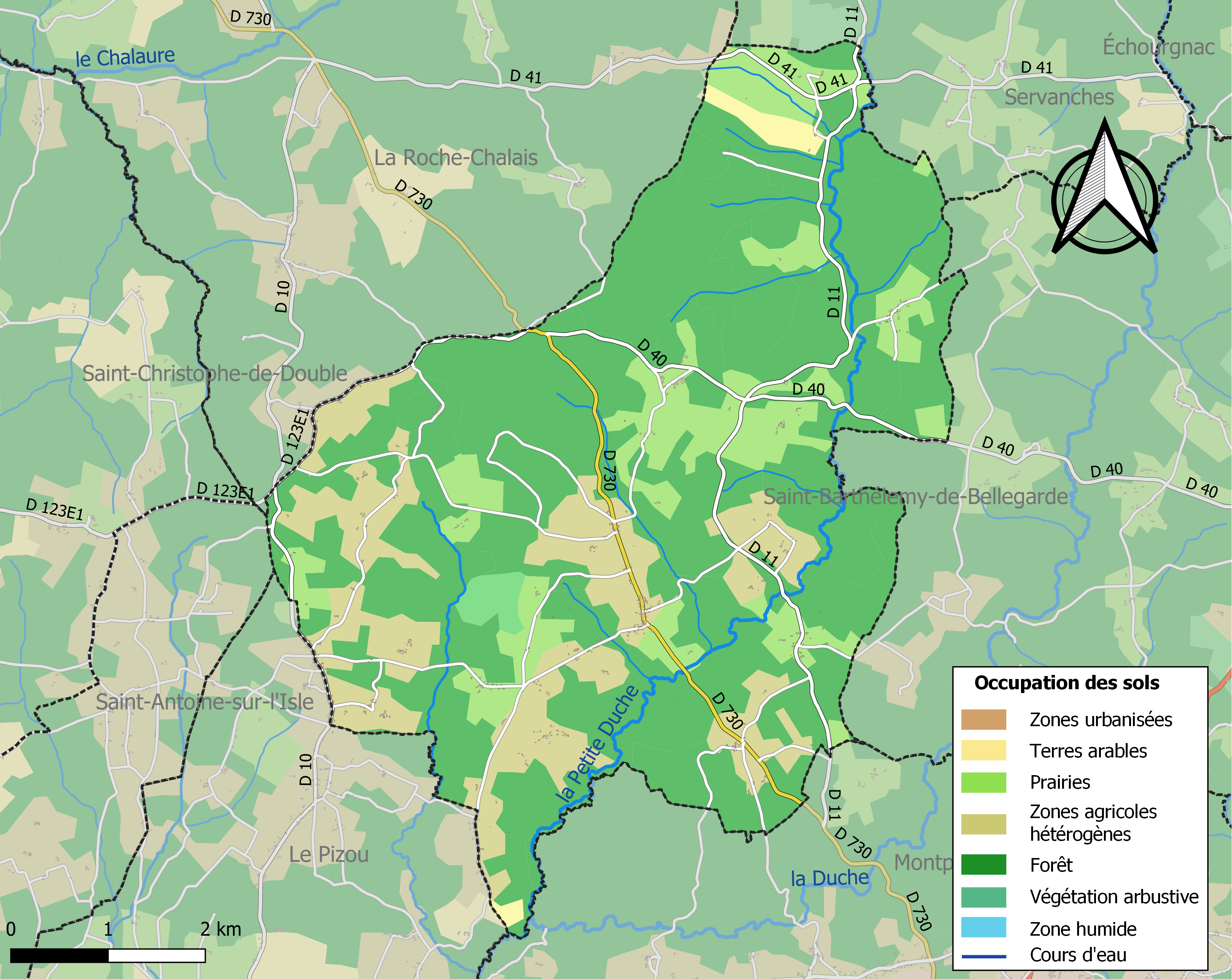
Carte des infrastructures et de l'occupation des sols de la commune en 2018 (CLC).

### Villages, hameaux et lieux-dits
Outre les bourgs d'Eygurande et de Gardedeuil proprement dits, le territoire se compose d'autres villages ou hameaux, ainsi que de lieux-dits :
- Barrail de Vergnon
- la Basse Mole
- Beleymas
- Bellat
- Bois de Chadenas
- Bois de Génivau
- Bois de l'Homme Mort
- Bois du Juge
- Bois du Petit Bonneau
- Bois Redon
- Bois Saisi
- Bois du Tuile
- Bos Foura
- le Bost
- Bost du Loup
- le Bouquet
- les Bruges
- les Bruyères
- Chabasse
- Chadenas
- le Chaix
- Champ Martin
- Champ du Prunier
- Chantalouette
- Chante-Alouette
- Chante-Loup
- les Charprades
- la Châtaigneraie
- Chauvet
- le Chemin de l'Homme
- le Cheval Martin
- le Claud
- le Claud de Nabinaud
- le Claud Nadaud
- le Coderc
- le Coin du Biarnais
- le Cormier
- la Coste Ferratte
- Coupe de Chante-Loup
- les Coupes de Gardedeuil
- la Croix du Bouquet
- Cure-Bourse
- l'Étang
- Étang de l'Abbé
- Étang de Belliquet
- Étang du Bouquet
- Étang de Canard
- Étang de Chauvet
- Étang de Filet
- Étang de Jarry
- Étang de la Maîtresse
- Étang Neuf
- Étang du Petit Laurent
- Étang de Pouget
- Étangs de Cauvet
- Fagnouse
- Floque
- Fonblanche
- la Font
- Font du Bournat
- Fontaine de Cousse
- les Fontasses
- Forêt de la Mole
- Frappier
- Frégerieu
- la Garenne
- la Gauille
- Génivau
- le Grand Bâtard
- le Grand Bonneau
- le Grand Chemin
- Grand étang du Séguineaud
- le Grand Fonmassonnade
- le Grand Fouillèze
- la Grande Lombrière
- la Grande Pinière
- les Grandes Nauves
- la Grange Neuve
- le Gué de la Mole
- l'Homme Mort
- le Jard
- le Jardin des Pruniers
- Jarry
- Jeango
- les Landes
- les Longères
- le Maine du Blat
- Maison Rouge
- Merle
- la Mole
- la Moute
- la Nauve
- la Nauve Barrade
- Nauve de Chavade
- les Nauves
- les Nauvettes
- la Nouzillère
- le Palem
- les Patrouillas
- le Petit Bâtard
- le Petit Bonneau
- le Petit Désert
- le Petit Fonmassonnade
- le Petit Fouillèze
- le Petit Laurent
- la Petite Croix
- la Petite Lombrière
- les Pièces du Barradis
- Plaisance
- les Plantes
- la Portière
- Prat de la Nauve
- les Prugnélières
- le Prunier
- les Quinconces
- Ravon
- les Renardières
- Saint-Sicaire
- Séguineaud
- sur les Termes
- les Vieilles Vignes
- le Vignaud
- les Vignes de Bodout
- les Vignes de Génivau
- les Vignes du Maître
- le Viradis
- le Vivier.

### Prévention des risques
Le territoire de la commune d'Eygurande-et-Gardedeuil est vulnérable à différents aléas naturels : météorologiques (tempête, orage, neige, grand froid, canicule ou sécheresse), feux de forêts, mouvements de terrains et séisme (sismicité très faible). Un site publié par le BRGM permet d'évaluer simplement et rapidement les risques d'un bien localisé soit par son adresse soit par le numéro de sa parcelle.
Eygurande-et-Gardedeuil est exposée au risque de feu de forêt. L’arrêté préfectoral du 14 mars 2013 fixe les conditions de pratique des incinérations et de brûlage dans un objectif de réduire le risque de départs d’incendie. À ce titre, des périodes sont déterminées : interdiction totale du 15 février au 15 mai et du 15 juin au 15 octobre, utilisation réglementée du 16 mai au 14 juin et du 16 octobre au 14 février. En septembre 2020, un plan inter-départemental de protection des forêts contre les incendies (PidPFCI) a été adopté pour la période 2019-2029,.

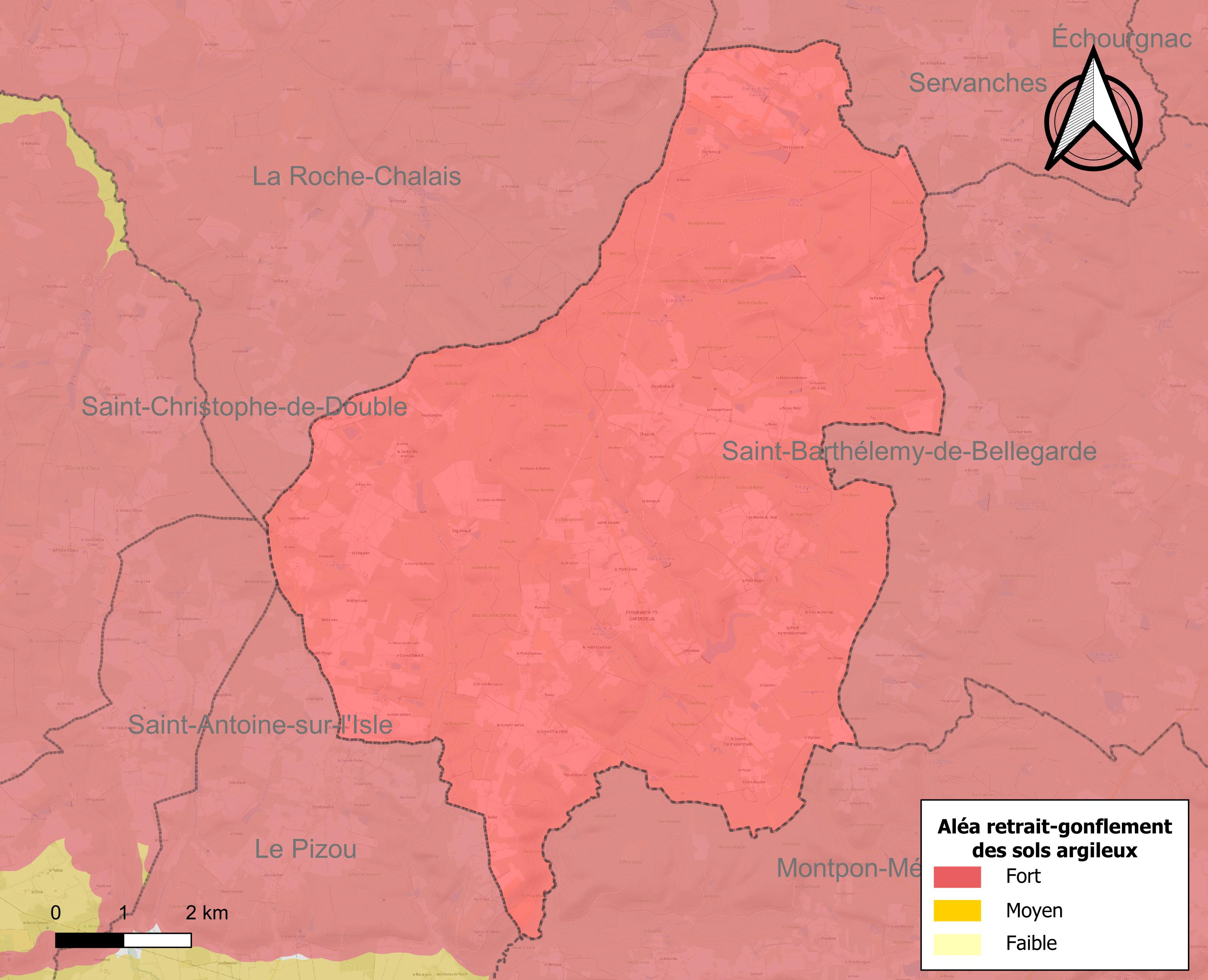
Carte des zones d'aléa retrait-gonflement des sols argileux d'Eygurande-et-Gardedeuil.

Les mouvements de terrains susceptibles de se produire sur la commune sont des tassements différentiels. Le retrait-gonflement des sols argileux est susceptible d'engendrer des dommages importants aux bâtiments en cas d’alternance de périodes de sécheresse et de pluie. La totalité de la commune est en aléa moyen ou fort (58,6 % au niveau départemental et 48,5 % au niveau national métropolitain). Depuis le 1er octobre 2020, en application de la loi ÉLAN, différentes contraintes s'imposent aux vendeurs, maîtres d'ouvrages ou constructeurs de biens situés dans une zone classée en aléa moyen ou fort,.
La commune a été reconnue en état de catastrophe naturelle au titre des dommages causés par les inondations et coulées de boue survenues en 1982, 1983 et 1999, par la sécheresse en 1989, 1992 et 2011 et par des mouvements de terrain en 1999.

## Toponymie

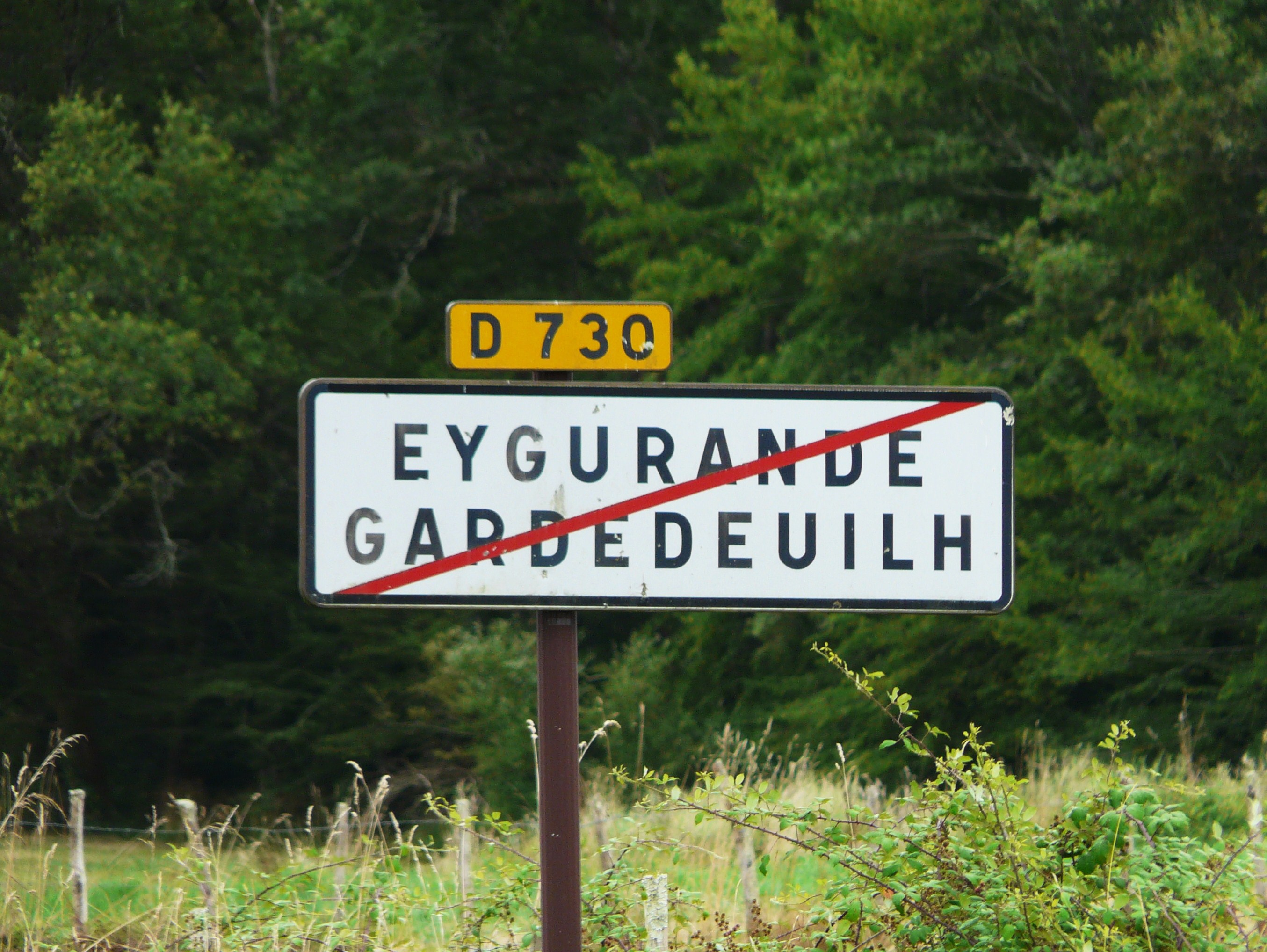
Panneau de sortie du bourg d'Eygurande-et-Gardedeuil.

Les communes d'Eygurande et de Gardedeuil ont fusionné sous le nom d'Eygurande-et-Gardedeuil en 1827. Selon le code officiel géographique, il s'agit de l'appellation officielle mais localement, notamment sur les panneaux routiers, figure la graphie « Eygurande-Gardedeuilh », ainsi que « Eygurande-et-Gardedeuilh » sur le site internet de la mairie.
La première mention écrite connue d'Eygurande date du XIe siècle, dans le cartulaire de l'abbaye de Baigne, pour son église sous la forme Eccl. Sancti Stephani de Ayguiranda. Le nom du lieu évolue ensuite en Ayguranda en 1315, Eyguranda en 1365, Eyguiranda en 1382, Guyranda au XVIe siècle, puis Eyguerande.
Le nom d'Eygurande vient du toponyme gaulois equoranda dont la dérivation la plus fréquente en français est Ingrandes. Equoranda signifiait fondamentalement limite, frontière et correspondait souvent à la frontière entre deux peuples gaulois.
Le nom de Gardedeuil, lié à son prieuré apparaît dès 1099 dans le cartulaire de l'abbaye de Baigne sous la forme Sanctus Leonardus de Gardadel. Au XVIe siècle, il est nommé sous l'appellation « Prieuré de Gardadels ».
L'étymologie de Gardedeuilh dérive probablement de l'occitan garda signifiant « tour de garde » suivi de del(s), forme ancienne correspondant à « dieu ».
En occitan, la commune porte le nom d'Eiguranda e Gardadelh.

## Histoire
Les premières mentions d'Eygurande et de Gardedeuil datent du XIe siècle et proviennent de l'abbaye de Baignes, en Charente. Dès le XIe siècle, le territoire communal dispose de deux établissements religieux, l'église d'Eygurande dédiée à saint Étienne, et le prieuré de Gardedeuil dédié à saint Léonard. L'église d'Eygurande est donnée à l'abbaye de Baignes par l'évêque de Périgueux Raynaud de Thiviers (1081-1099) lorsqu'il est venu consacrer l'église de Gardedeuil à la fin du XIe siècle. Le cartulaire de l'abbaye de la Sauve indique que les nobles Gosmard de Ribérac et Hélie d'Aubeterre ont donné à l'abbaye une terre nommée Champmartin, vers 1108.
En 1477, une borne est placée au lieu-dit Champmartin pour marquer les frontières entre les seigneuries de Fronsac, Montpon et Saint-Aulaye, point de convergence entre l'Angoumois, le Périgord et la Guyenne.
Une verrerie a été créée à Champmartin, la première de citée dans la Double. En 1541, elle appartient à Michel Juilhot, écuyer. en 1556, on retrouve dans acte passé à Bordeaux Jehan Juilhot, fils de Micheau Juilhot, sieur de Champmartin. En 1572, Ylairet Juilhot est « sieur de la verrerie de Champmartin ». La verrerie est citée en 1607 mais n'est plus citée après le règne d'Henri IV. On trouve encore cité, en 1695, noble François Juilhot, seigneur de Champmartin.
Au XVIIIe siècle, la situation sanitaire inquiétante a amené les autorités à prendre des mesures pour assainir les terres humides en même temps que sont améliorées la gestion de la forêt et les techniques agricoles.
En 1827, les communes d'Eygurande et de Gardedeuil fusionnent sous le nom d'Eygurande-et-Gardedeuil.
En 1863 est publié par E. de Lentilhac et L. Guilbert un « Rapport sur la Double » dans les Annales agricoles et littéraires de la Dordogne. La commission donne dans ses conclusions les dispositions à prendre pour améliorer la région de la Double. Au XIXe siècle, des entreprises de reboisement sont menées pour éviter la stagnation des eaux.

## Politique et administration

### Rattachements administratifs et électoraux
Dès 1790, les communes d'Eygurande et de Gardedeuil sont rattachées au canton de Monpont qui dépend du district de Mussidan jusqu'en 1795, date de suppression des districts. En 1801, ce canton, orthographié « Monpon » puis ultérieurement « Monpont », dépend de l'arrondissement de Ribérac. En 1827, les deux communes fusionnent sous le nom d'Eygurande-et-Gardedeuil. Le canton change encore de nom en 1925 et devient celui de Montpon-sur-l'Isle. L'année suivante, l'arrondissement de Ribérac est supprimé et le canton est rattaché à l'arrondissement de Périgueux. À la suite d'une fusion de communes, le canton devient en 1964 celui de Montpon-Ménestérol. Dans le cadre de la réforme de 2014 définie par le décret du 21 février 2014, il est conservé et s'agrandit pour les élections départementales de mars 2015.

### Intercommunalité
Fin 1995, Eygurande-et-Gardedeuil intègre dès sa création la communauté de communes Isle et Double. Celle-ci est dissoute au 31 décembre 2013 et remplacée au 1er janvier 2014 par la communauté de communes Isle Double Landais.

### Administration municipale
La population de la commune étant comprise entre 100 et 499 habitants au recensement de 2017, onze conseillers municipaux ont été élus en 2020,.

### Liste des maires
| Période                                  | Période       | Identité                          | Étiquette | Qualité                                       |
| ---------------------------------------- | ------------- | --------------------------------- | --------- | --------------------------------------------- |
| Les données manquantes sont à compléter. |               |                                   |           |                                               |
| 1792                                     | 1800          | Arnaud Villegente                 |           |                                               |
| 1800                                     | 1808          | Pierre Faure                      |           |                                               |
| 1808                                     | 1826          | Guillaume Henry Durand            |           |                                               |
| 1826                                     | 1827          | Arnaud Villegente                 |           | Dernier maire d'Eygurande                     |
| 1827                                     | 1832          | Arnaud Villegente                 |           | Premier maire d'Eygurande-et-Gardedeuil       |
| 1832                                     | 1834          | Pierre Blaizat                    |           |                                               |
| 1834                                     | 1839          | Arnaud Villegente                 |           |                                               |
| 1839                                     | 1846          | Arnaud Peyruchaud                 |           |                                               |
| 1846                                     | 1851          | Guilhomme (Guillaume) Robert      |           |                                               |
| 1851                                     | 1865          | François Collot                   |           |                                               |
| 1865                                     | 1870          | Antoine Villegente                |           |                                               |
| 1870                                     | 1876          | Jean Pierre Lapluie               |           |                                               |
| mai 1876                                 | août 1876     | Jean Julien Carmagnac             |           |                                               |
| août 1876                                | mai 1908      | Jean Baptiste Jullion             |           | Propriétaire cultivateur                      |
| mai 1908                                 | 1913          | André Faure                       |           |                                               |
| juin 1913                                | juin 1914     | (Jean) Sixième Thouvenin          |           |                                               |
| juin 1914                                | décembre 1919 | Édouard Jullion                   |           |                                               |
| décembre 1919                            | 1944          | Édouard (Martial) Laporte-Bisquit |           |                                               |
| 1944                                     | octobre 1944  | Maurice Labat                     |           |                                               |
| octobre 1944                             | mai 1945      | Édouard Jullion                   |           |                                               |
| mai 1945                                 | mars 1983     | Daniel Pascal                     |           |                                               |
| mars 1983                                | mars 2001     | Odile de Laurière                 |           |                                               |
| mars 2001                                | mars 2008     | Joël Jalarin                      | SE        | Agent des services hospitaliers               |
| mars 2008                                | avril 2014    | Jean-Loup Monnier                 | SE        | Retraité                                      |
| avril 2014                               | En cours      | Guy Piedfert                      | SE        | Retraité de la fonction publique hospitalière |

## Équipements et services publics

### Enseignement
Au premier semestre 2016, la commune d'Eygurande-et-Gardedeuil est organisée en regroupement pédagogique intercommunal (RPI) avec celle de Saint-Barthélemy-de-Bellegarde au niveau des classes de primaire.
Saint-Barthélemy-de-Bellegarde accueille les enfants en école maternelle et en CE1 ; Eygurande-et-Gardedeuil s'occupe du CE2 et du cours moyen (CM1 et CM2).

### Justice
Dans le domaine judiciaire, Eygurande-et-Gardedeuil relève : 
- du tribunal judiciaire, du tribunal pour enfants, du conseil de prud'hommes et du tribunal de commerce de Périgueux ;
- du pôle Nationalité du tribunal judiciaire de Périgueux (compétent uniquement dans le domaine de la nationalité) ;
- de la cour d'appel, du tribunal administratif et de la  cour administrative d'appel de Bordeaux.

## Population et société

### Démographie
Les habitants d'Eygurande-et-Gardedeuil se nomment les Eygurandais.

#### Démographie de Gardedeuil
Jusqu'en 1827, les communes d'Eygurande et de Gardedeuil étaient indépendantes.

#### Démographie d'Eygurande, puis d'Eygurande-et-Gardedeuil
L'évolution du nombre d'habitants est connue à travers les recensements de la population effectués dans la commune depuis 1793. Pour les communes de moins de 10 000 habitants, une enquête de recensement portant sur toute la population est réalisée tous les cinq ans, les populations de référence des années intermédiaires étant quant à elles estimées par interpolation ou extrapolation. Pour la commune, le premier recensement exhaustif entrant dans le cadre du nouveau dispositif a été réalisé en 2006.

En 2022, la commune comptait 407 habitants, en évolution de +2,26 % par rapport à 2016 (Dordogne : +0,37 %, France hors Mayotte : +2,11 %).
| 1793 | 1800 | 1806 | 1821 | 1831 | 1836 | 1841 | 1846 | 1851 |
| ---- | ---- | ---- | ---- | ---- | ---- | ---- | ---- | ---- |
| 461  | 335  | 188  | 384  | 570  | 600  | 621  | 644  | 694  |

| 1856 | 1861 | 1866 | 1872 | 1876 | 1881 | 1886 | 1891 | 1896 |
| ---- | ---- | ---- | ---- | ---- | ---- | ---- | ---- | ---- |
| 685  | 711  | 733  | 679  | 775  | 886  | 920  | 853  | 868  |

| 1901 | 1906 | 1911 | 1921 | 1926 | 1931 | 1936 | 1946 | 1954 |
| ---- | ---- | ---- | ---- | ---- | ---- | ---- | ---- | ---- |
| 815  | 847  | 899  | 733  | 694  | 577  | 574  | 569  | 515  |

| 1962 | 1968 | 1975 | 1982 | 1990 | 1999 | 2006 | 2011 | 2016 |
| ---- | ---- | ---- | ---- | ---- | ---- | ---- | ---- | ---- |
| 484  | 423  | 365  | 310  | 300  | 296  | 345  | 384  | 398  |

| 2021 | 2022 | - | - | - | - | - | - | - |
| ---- | ---- | - | - | - | - | - | - | - |
| 410  | 407  | - | - | - | - | - | - | - |

## Économie

### Emploi
En 2015, parmi la population communale comprise entre 15 et 64 ans, les actifs représentent 182 personnes, soit 45,7 % de la population municipale. Le nombre de chômeurs (vingt-huit) a augmenté par rapport à 2010 (vingt-trois) et le taux de chômage de cette population active s'établit à 15,4 %.

### Établissements
Au 31 décembre 2015, la commune compte cinquante-six établissements, dont trente au niveau des commerces, transports ou services, onze dans l'agriculture, la sylviculture ou la pêche, six dans la construction, six relatifs au secteur administratif, à l'enseignement, à la santé ou à l'action sociale, et trois dans l'industrie.

## Culture locale et patrimoine

### Lieux et monuments
- Château de la Molle, du XVIIe siècle[74].
- Église Saint-Étienne[75] (ou de l'Invention-de-Saint-Étienne[76]) d'Eygurande.
- Chapelle Notre-Dame-des-Victoires de Gardedeuil reconstruite en 1894[77],[78].

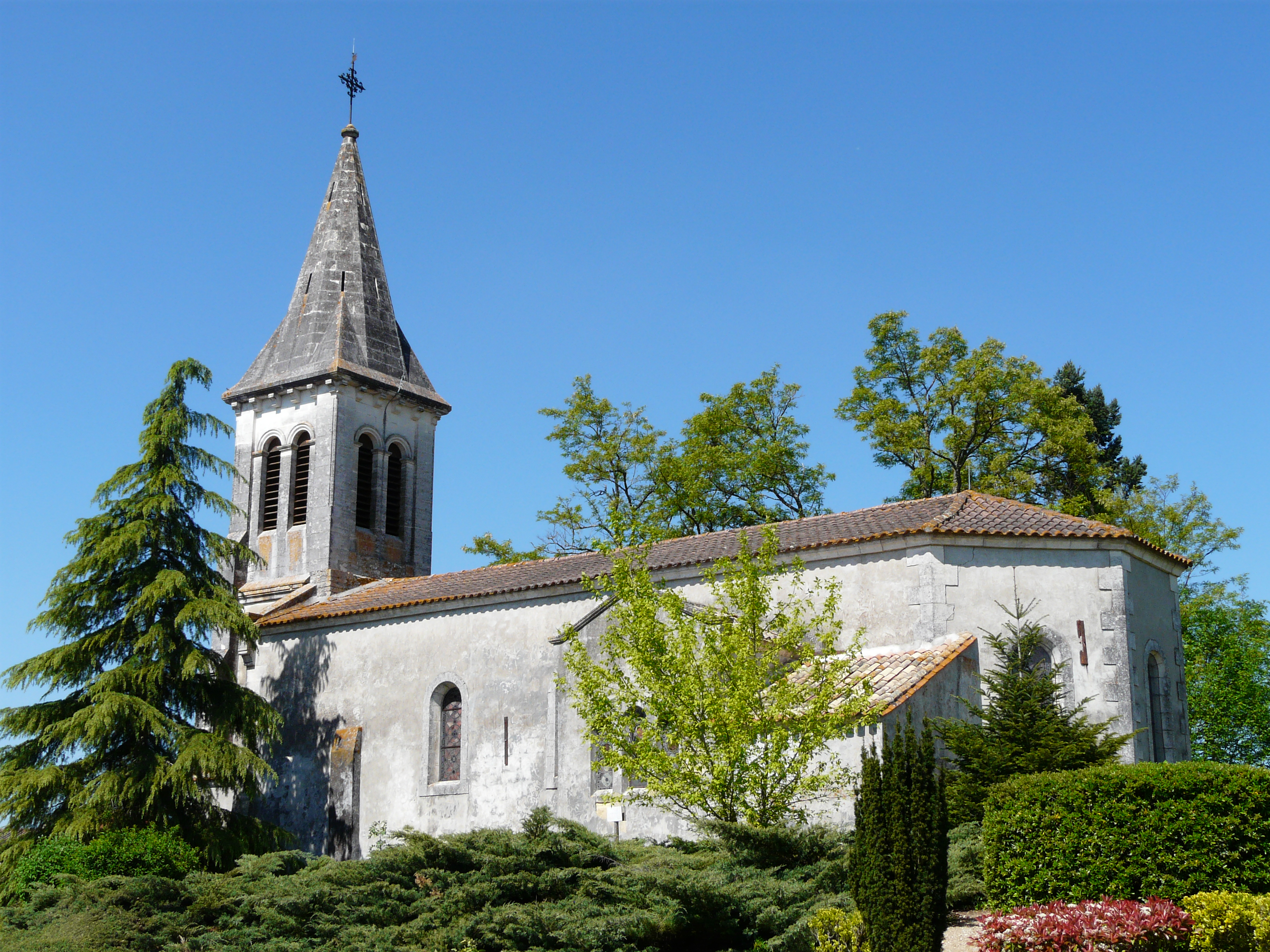
L'église d'Eygurande.
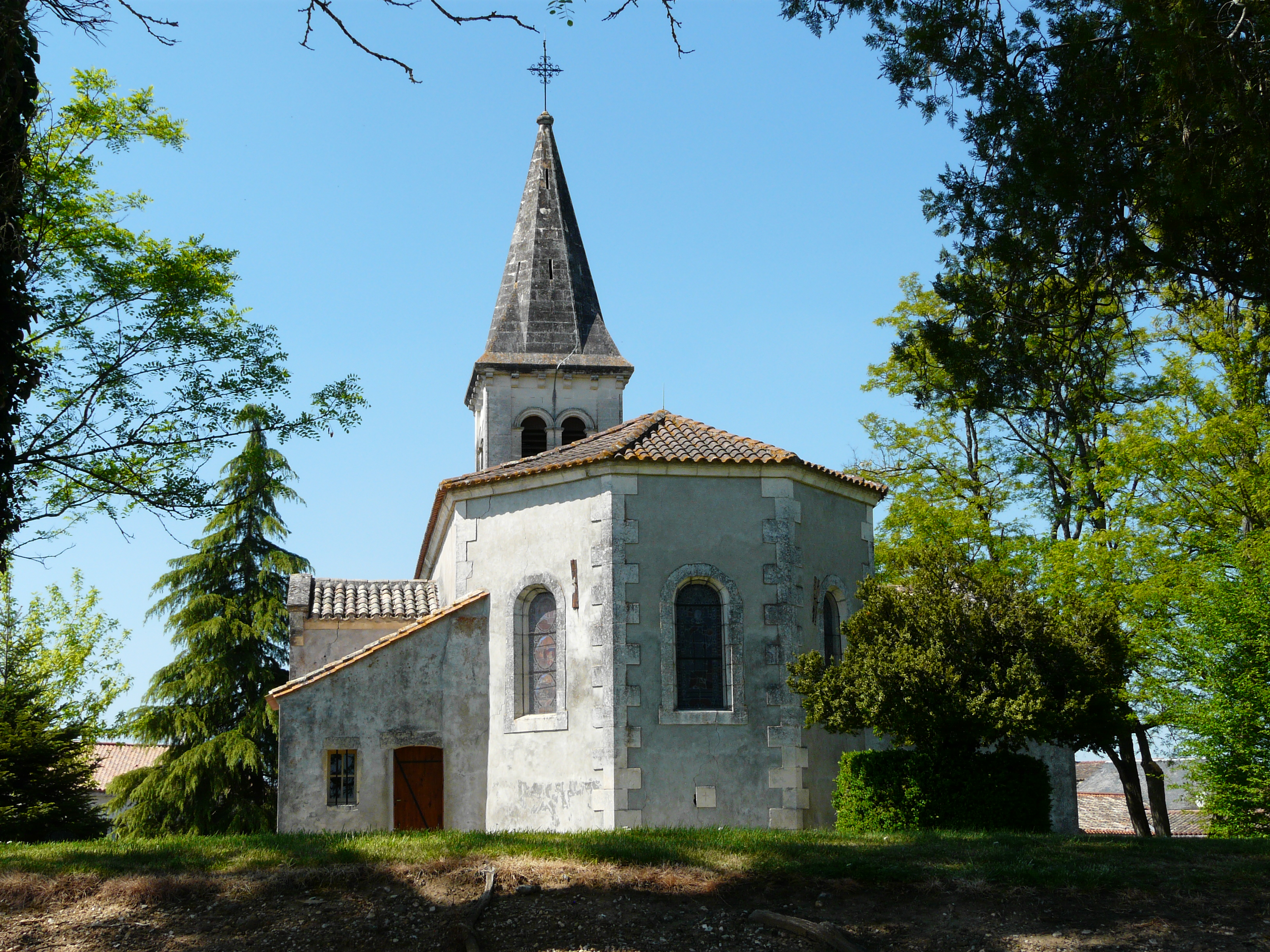
Son chevet.
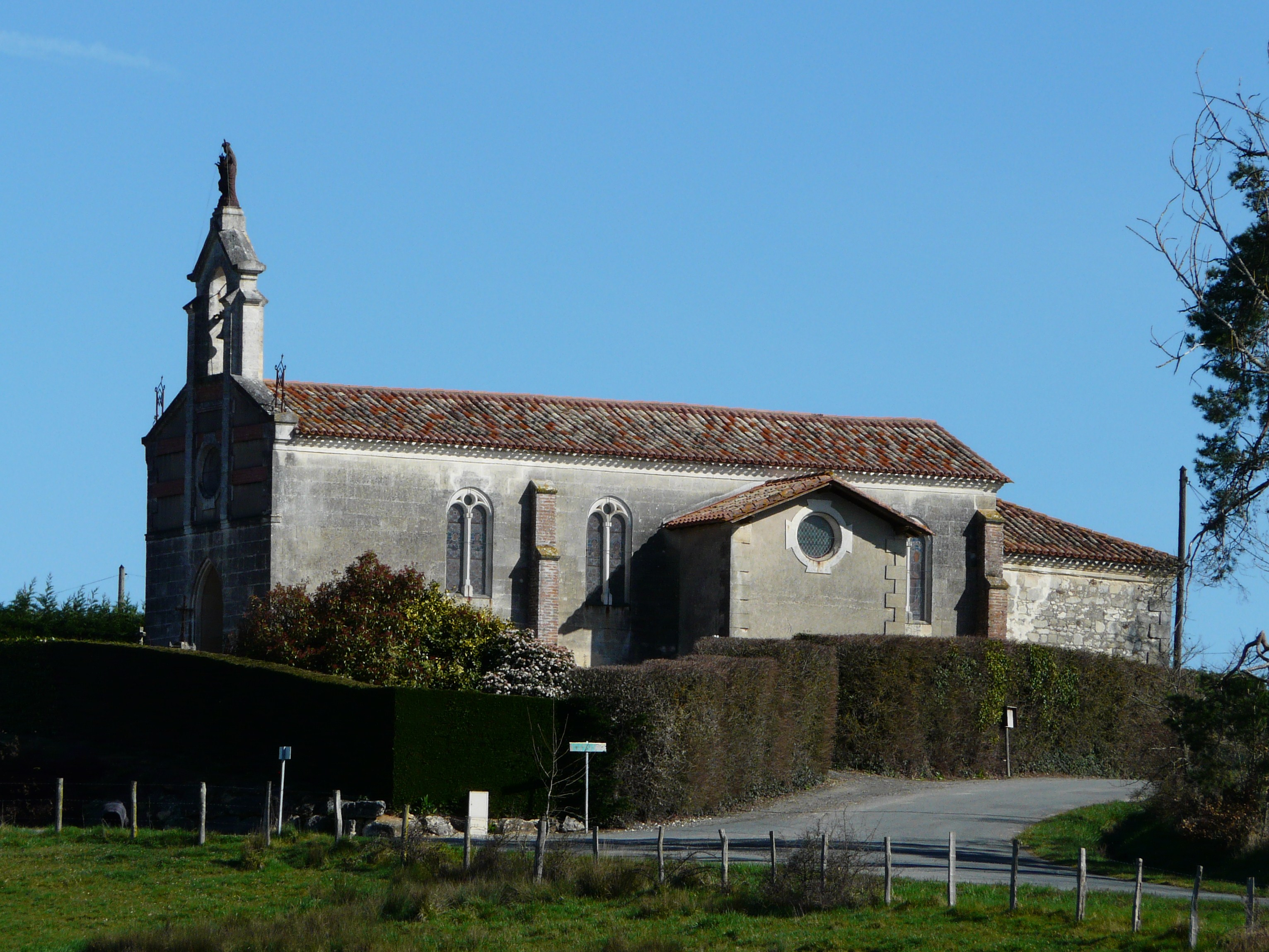
La chapelle de Gardedeuil.
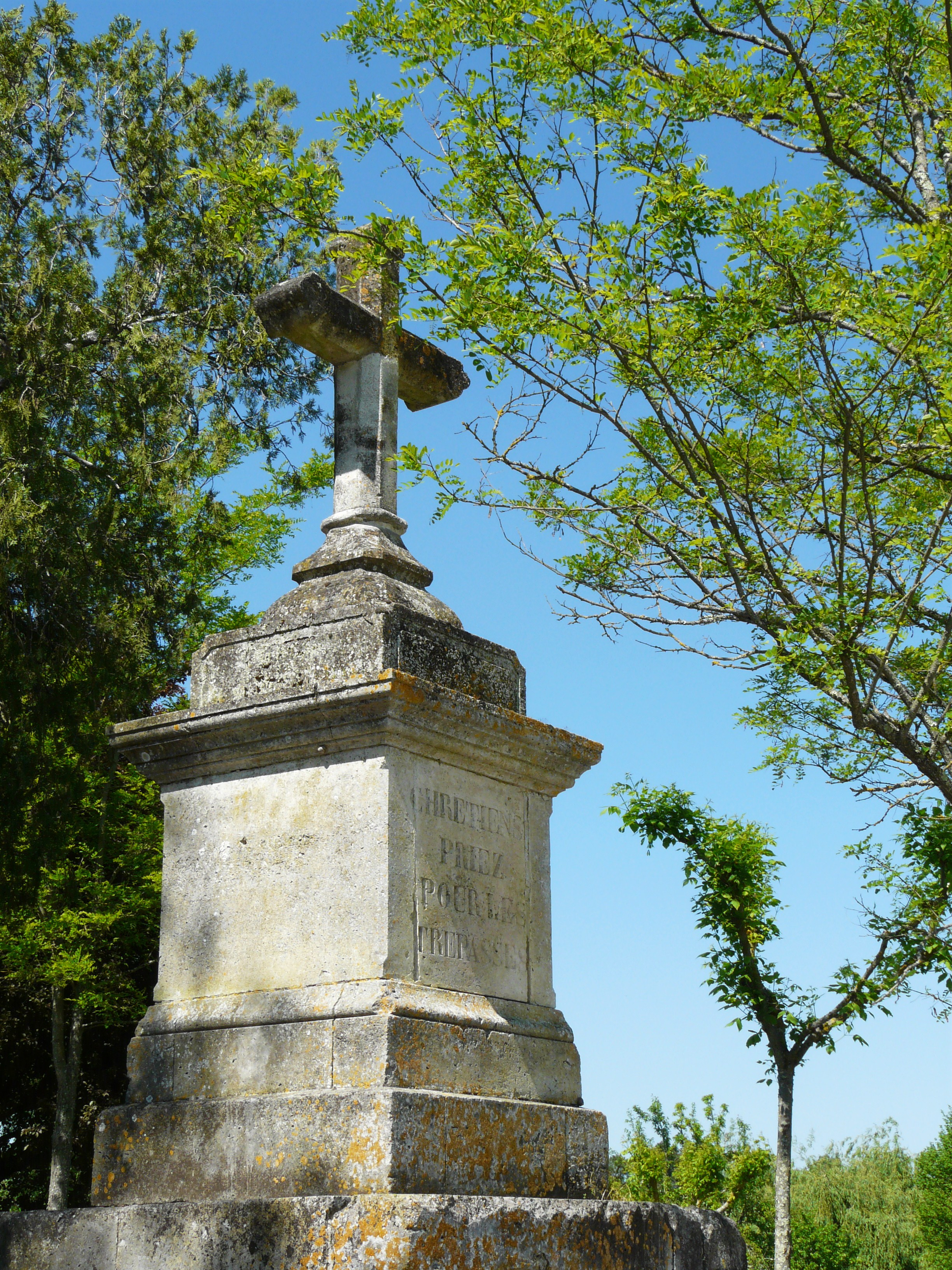
Croix dans le bourg d'Eygurande.

#### Pierre de Champmartin
Au XVe siècle, une pierre en grès de la Double matérialisait les limites des seigneuries de Fronsac (Guyenne), de Montpon (Périgord) et Saint-Aulaye (Angoumois). Après la fin de la guerre de Cent Ans, le vicomte de Fronsac la fait déplacer en 1471 d'une distance de « trois volées d'arbalète » (environ 560 mètres) pour intégrer à son domaine les paroisses de Saint-Michel-l'Écluse et Vaudu qui dépendaient de la seigneurie de Saint-Aulaye ; à l'issue de plusieurs procès et enquêtes à l'époque, cette nouvelle implantation est validée.
Cette pierre ayant disparu, en se référant aux éléments et aux cadastres anciens, une nouvelle stèle est implantée en septembre 2022 en présence des maires d'Eygurande-et-Gardedeuil, La Roche-Chalais et Saint-Antoine-sur-l'Isle.

### Patrimoine naturel

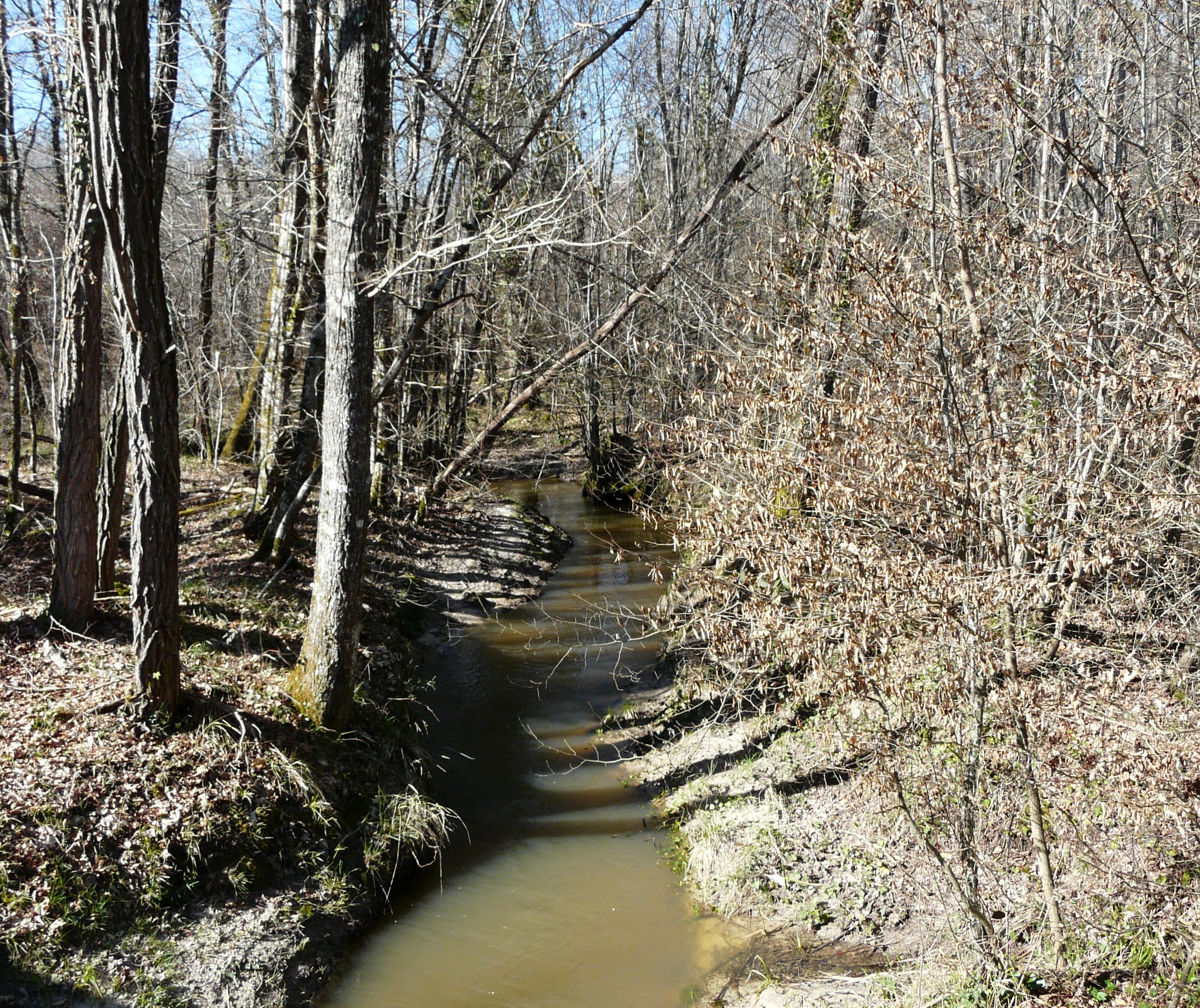
La Petite Duche en limites d'Eygurande-et-Gardedeuil et de Servanches.

De nombreuses vallées de la Double sont identifiées dans le réseau Natura 2000 comme sites importants pour la conservation d'espèces animales européennes menacées, dont la cistude d'Europe (Emys orbicularis), l'écrevisse à pattes blanches (Austropotamobius pallipes), la loutre (Lutra lutra), le vison (Mustela lutreola), le chabot commun (Cottus gobio) et la lamproie de Planer (Lampetra planeri). Parmi ces vallées figurent, à l'intérieur du territoire communal, celles de la Duche, de la Petite Duche et des affluents de cette dernière.

### Héraldique
| Blason de Eygurande-et-Gardedeuil | Blason  | Écartelé : aux 1er et 4e de gueules au chevron d'argent chargé en chef d'une croisette du champ et accompagné de trois quintefeuilles d'or, aux 2e et 3e d'or à trois trèfles de sinople. Devise1099 – Ayguiranda - Gardadel – 2003 |
| Blason de Eygurande-et-Gardedeuil | Détails | Écartèle les armes de Pierre Villegente, curé d'Eygurande en 1696 et celles d'Henry de Fronsac, seigneur de Gardedeuil en 1696. Création de Jean-René Bousquet adoptée le 29 août 2003.                                             |

## Pour approfondir